# Bosquerola riberenca
La bosquerola riberenca (Myiothlypis rivularis) és un ocell de la família dels parúlids (Parulidae).

## Hàbitat i distribució
Habita el sotabosc de la selva pluvial a prop de rierols, localment a les terres baixes des de l'est i sud de Veneçuela i Guaiana, cap al sud, a través de l'est i sud del Brasil i nord, est i sud-est de Bolívia fins Paraguai i nord-est de l'Argentina.

## Taxonomia
Alguns autors consideren que en realitat es tracta de dues espècies diferents:
- Myiothlypis rivularis (sensu stricto) - bosquerola riberenca meridional.[3]
- Myiothlypis mesoleuca (Sclater, PL, 1865) - bosquerola riberenca septentrional[4]